# آرماند سوارتنبروکس

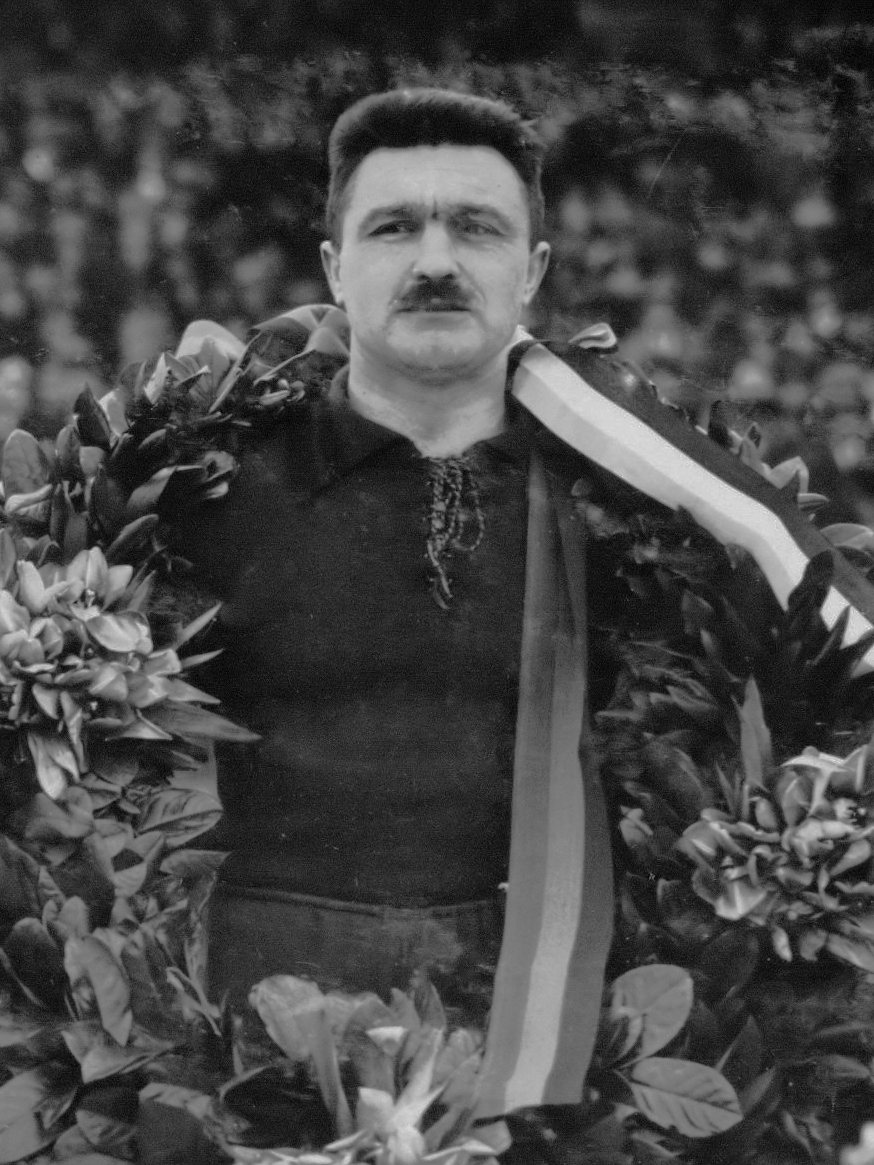
آرماند سوارتنبروکس

آرماند سوارتنبروکس (به انگلیسی: Armand Swartenbroeks) بازیکن فوتبال اهل بلژیک و عضو تیم ملی فوتبال بلژیک است که در تاریخ ۲۰ آوریل ۱۹۱۳ میلادی اولین بازی ملی‌اش را مقابل تیم ملی فوتبال هلند انجام داد. او در ۵۰ بازی ملی حضور داشت و جمعاً ۴۳۲۴ دقیقه برای تیم ملی فوتبال بلژیک به میدان رفت. آرماند سوارتنبروکس آخرین بازی ملی خود را در تاریخ ۱۱ مارس ۱۹۲۸ میلادی در برابر تیم ملی فوتبال هلند انجام داد. وی در بازی‌های ملی‌اش گلی به ثمر نرساند.